# Lucie Aubrac

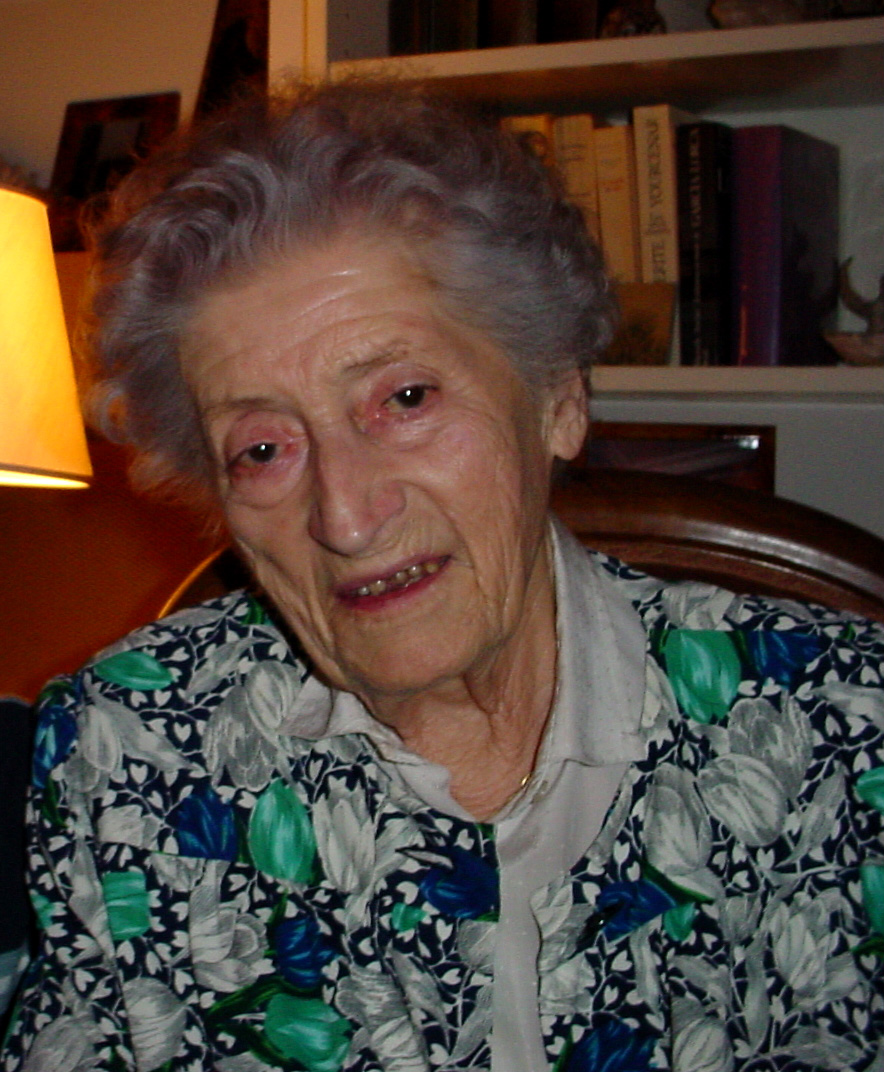
Lucie Aubrac in 2003

Lucie Aubrac, eigenlijke naam Lucie Samuel-Bernard 
(Mâcon, 29 juni 1912 – Issy-les-Moulineaux, 14 maart 2007) was een Joods-Franse verzetsstrijdster, lerares en activiste.
Tijdens de Tweede Wereldoorlog was ze een belangrijk lid van het Franse verzet en keerde ze zich tegen het met de Duitse bezetter collaborerende regime van Vichy-Frankrijk. Na de oorlog was Aubrac lid van de tijdelijke Franse regering die werd geleid door generaal Charles de Gaulle. Ook zette zij zich in voor de rechten van de Mens en pleitte ze voor onafhankelijkheid van Algerije. Daarnaast was ze lerares geschiedenis en aardrijkskunde en was ze schrijfster.

## Jeugd
Aubrac werd geboren in een Joodse familie die zich bezighield met de wijnteelt. Na een voorbeeldige schoolcarrière besloot ze op zeventienjarige leeftijd niet verder te gaan leren en nam ze een baan als serveerster in een restaurant. Eind jaren dertig startte ze met een studie geschiedenis en aardrijkskunde. In 1936 brengt ze een bezoek aan de Olympische Zomerspelen in Berlijn waar ze werd geconfronteerd met het antisemitisme in nazi-Duitsland.
Na haar studie werd ze lerares geschiedenis in Straatsburg. Hier ontmoette ze Raymond Samuel met wie ze in 1939 trouwde.

## Verzet
Na de capitulatie van Frankrijk in 1940 trad ze in 1941 samen met haar man toe tot een verzetsbeweging in Lyon, de Libération-sud. Samen met Jean Moulin zouden ze bekend worden als drie zeer prominente verzetshelden. Zij en haar man kozen toen voor een valse, niet-Joodse achternaam, Aubrac. Na de oorlog zou ze deze naam blijven gebruiken.
Toen haar man op 21 juni 1943 samen met onder anderen Jean Moulin door de Gestapo werd opgepakt voerde de groep een legendarisch geworden overval op het gevangenentransport uit. Als voorbereiding bracht ze eerst een bezoek aan het hoofd van de Gestapo, Klaus Barbie, ook wel bekend als de 'Slachter van Lyon' en vroeg ze hem persoonlijk of ze haar man mocht spreken. 
Op dat moment was ze zwanger van hun eerste kind. Tijdens haar bezoek stelde ze haar man op de hoogte van het plan. 
Op 21 november 1943 werd het plan uitgevoerd en werden veertien verzetsmensen bevrijd.
In februari 1944 zag het echtpaar zich gedwongen om naar Groot-Brittannië te vluchten. Lucie was toen al moeder geworden van haar eerste kind.

## Na de oorlog
Na de bevrijding maakte ze deel uit van een adviescommissie voor de voorlopige regering van generaal de Gaulle. Later begon zij zich in te zetten voor de mensenrechten in Marokko en pleitte ze voor de onafhankelijkheid van Algerije. Ook nam ze haar baan als lerares weer op.
In 1984 publiceerde ze haar memoires. De verzetstijd van de Aubracs werd in 1997 verfilmd. Lucie Aubrac overleed op 94-jarige leeftijd in een ziekenhuis in de buurt van Parijs.